# Cinturão dos Laticínios

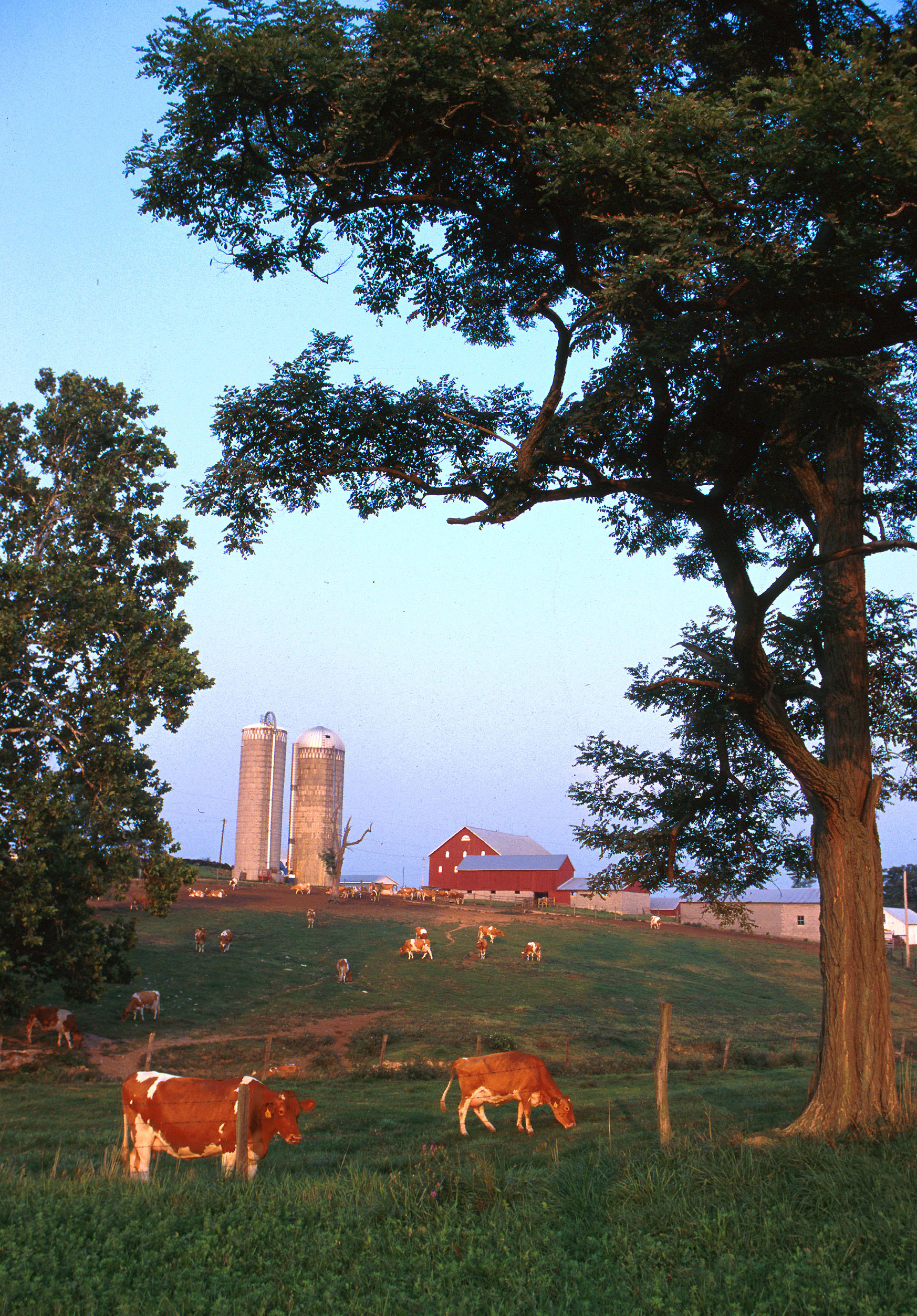
Uma fazenda de gado leiteiro.

Dairy Belt ("Cinturão dos Laticínios") é uma região dos Estados Unidos onde a agropecuária é intensiva na produção de leite e seus derivados, como o queijo, a manteiga e o iogurte.
O Dairy Belt possui grandes pastos de gado leiteiro, sendo considerado a maior Indústria de Laticínios do mundo e se encontra no Nordeste dos EUA, próximo as regiões dos Grandes Lagos.